# Гросширма
Гросширма (њем. Großschirma) град је у њемачкој савезној држави Саксонија. Једно је од 61 општинског средишта округа Средња Саксонија. Према процјени из 2010. у граду је живјело 6.020 становника. Посједује регионалну шифру (AGS) 14522210.

## Географски и демографски подаци
Гросширма се налази у савезној држави Саксонија у округу Средња Саксонија. Град се налази на надморској висини од 330 метара. Површина општине износи 61,4 km². У самом граду је, према процјени из 2010. године, живјело 6.020 становника. Просјечна густина становништва износи 98 становника/km².